# Sturmtiger
Le Sturmtiger, dont le nom d'origine est 38 cm RW61 auf Sturmmörser Tiger, est un canon d'assaut lourd allemand, développé et produit de 1943 à 1944. C'est l'une des variantes les plus rares du char lourd Tigre I, avec comme arme un mortier géant de 380 mm.

## Dénomination
En octobre 1943, le véhicule est appelé Panzermoerser mit 38 cm auf Tiger I (Eisen).

## Développement
Ce véhicule est évoqué pour la première fois lors d’une réunion de la Waffenkommission le 27 mai 1943. À cette date, le développement a déjà été lancé par la société Alkett pour monter un lanceur de 38 cm de diamètre sur un châssis de Tigre. L’entreprise propose d’abord d’installer l’arme à l’arrière et le moteur à l’avant, mais devant le refus de l’administration, c’est une configuration plus classique qui est choisie le 5 août 1943, avec le moteur à l’arrière et l’arme en proue. Le premier prototype est achevé avant le 20 octobre 1943, date à laquelle il est approuvé pour la mise en production, qui doit commencer en décembre,.

## Production
La caisse est produite par Krupp et le train de roulement par Henschel, qui s’occupe également d’assembler ces deux éléments. Les châssis complétés sont alors envoyés à l’usine Alkett de Berlin-Spandau, qui y ajoute la casemate produite par Brandenburger Eisenwerke,.
En raison des difficultés auxquelles l’industrie allemande fait face à cette époque, la production ne progresse que lentement et seulement trois exemplaires ont été produits à la fin du mois de février 1944. Le 19 avril, Hitler demande d’accélérer la cadence. Le choix est alors fait de ne plus produire des châssis neufs, mais de réutiliser ceux d’anciens Tigre. Cela permet de produire encore trois exemplaires supplémentaires avant août 1944.
Hitler étant persuadé que cette arme aura un impact important, la production augmente fortement à partir de septembre et quinze autres exemplaires sont encore construits avant la fin de l’année.

## Histoire opérationnelle
Une unité spéciale devant utiliser le véhicule est formée le 13 août 1944, la Sturm-Moerser-Kompanie 1000. Celle-ci est immédiatement envoyée au combat à Varsovie avec les deux véhicules alors disponibles afin de combattre les insurgés du ghetto. Les Sturmmoerser sont employés avec succès à partir du 19 août pour détruire les bâtiments et les barricades. Une deuxième compagnie est formée en septembre, puis une autre en octobre, numérotées respectivement 1001 et 1002. Chaque compagnie se voit alors assigner quatre véhicules. Les compagnies 1000 et 1001 sont par la suite envoyées sur le front de l’Ouest en prévision de l’offensive des Ardennes.

## Caractéristiques
Pour encaisser le recul prodigieux qui pouvait atteindre environ 40 tonnes-force (400 kilonewton), le châssis robuste du Tigre I fut sélectionné et la décision fut prise d'utiliser des caisses revenant du front de façon à ne pas perturber la production en série du char.
Le compartiment de combat était constitué d'une casemate boulonnée sur la caisse inférieure. Le blindage avait une épaisseur de 150 mm sur la face avant et de 80 mm sur les côtés. Plus tard un contrepoids circulaire en acier fut ajouté sur la bouche de mortier de certains véhicules pour en faciliter l'élévation.
Les énormes projectiles autopropulsés par fusées mesuraient 149 cm de long et pesaient 330 kg. Pour charger ces munitions à bord, une potence de chargement était installée à l'arrière droit de la casemate. Du fait de la taille des projectiles et de l'espace à bord réduit, seulement 14 pouvaient être embarqués.

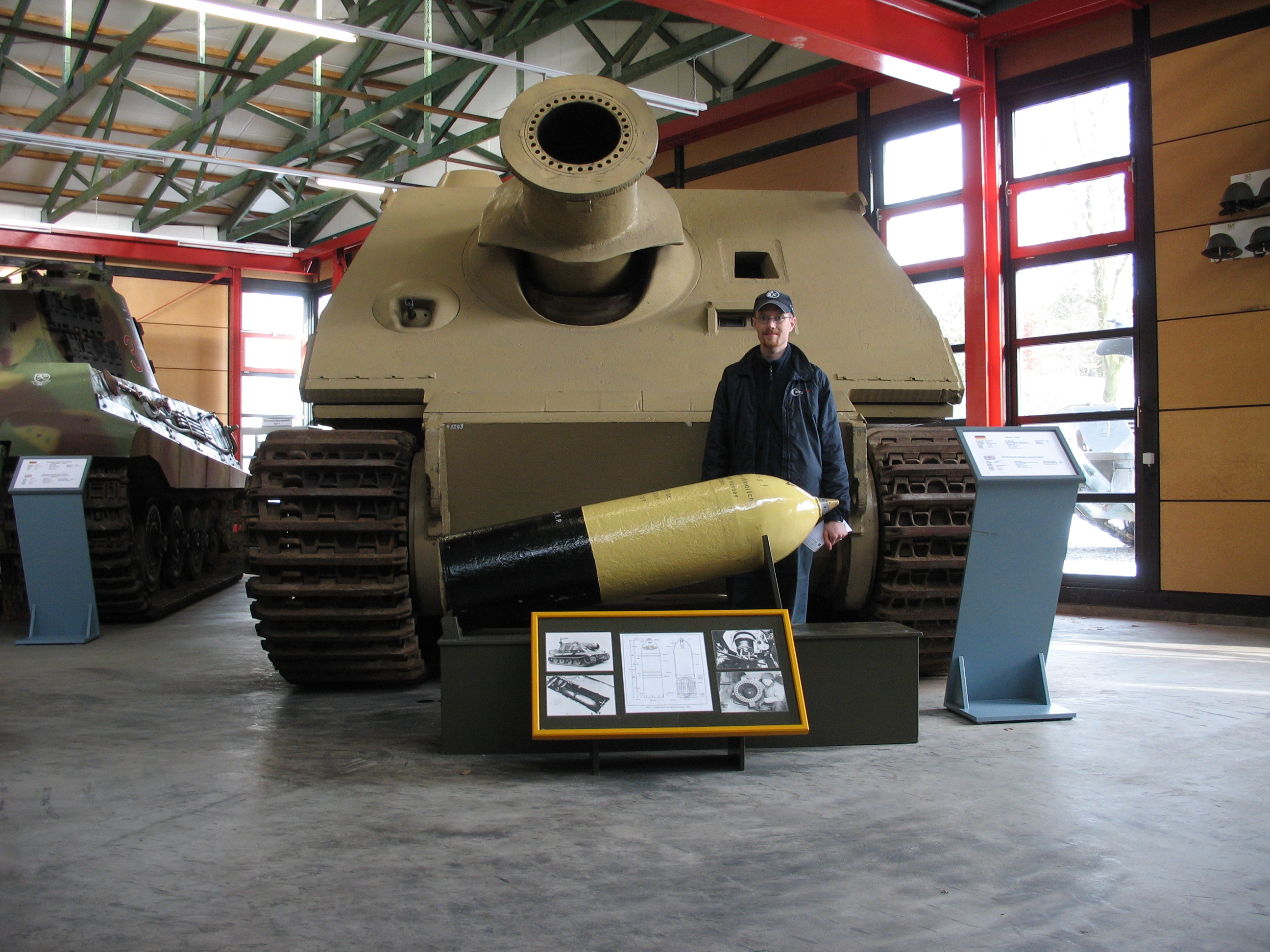
Un Sturmtiger exposé au musée allemand des Blindés de Munster (Allemagne).
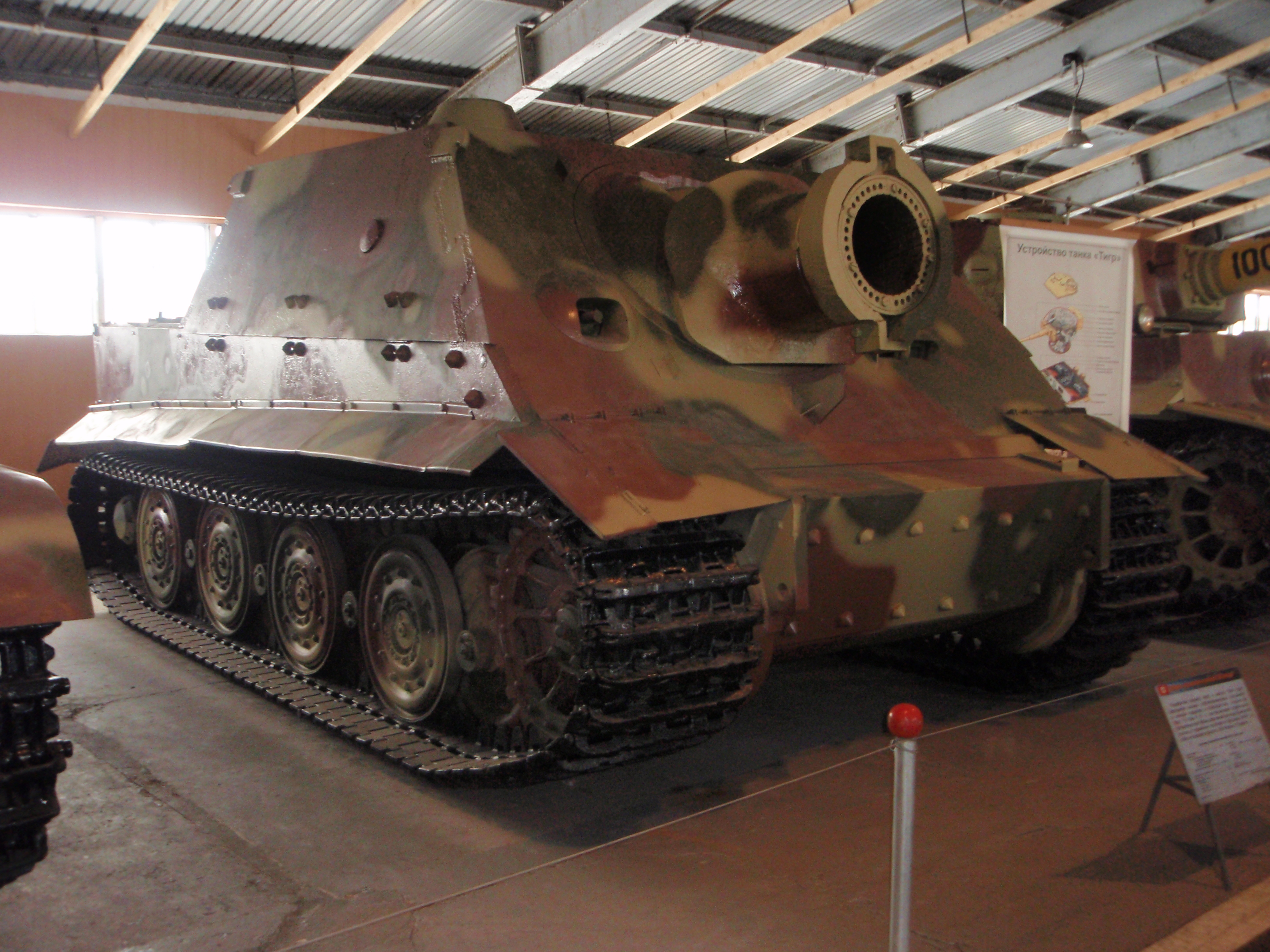
Un Sturmtiger exposé au musée des Blindés de Koubinka (Russie).
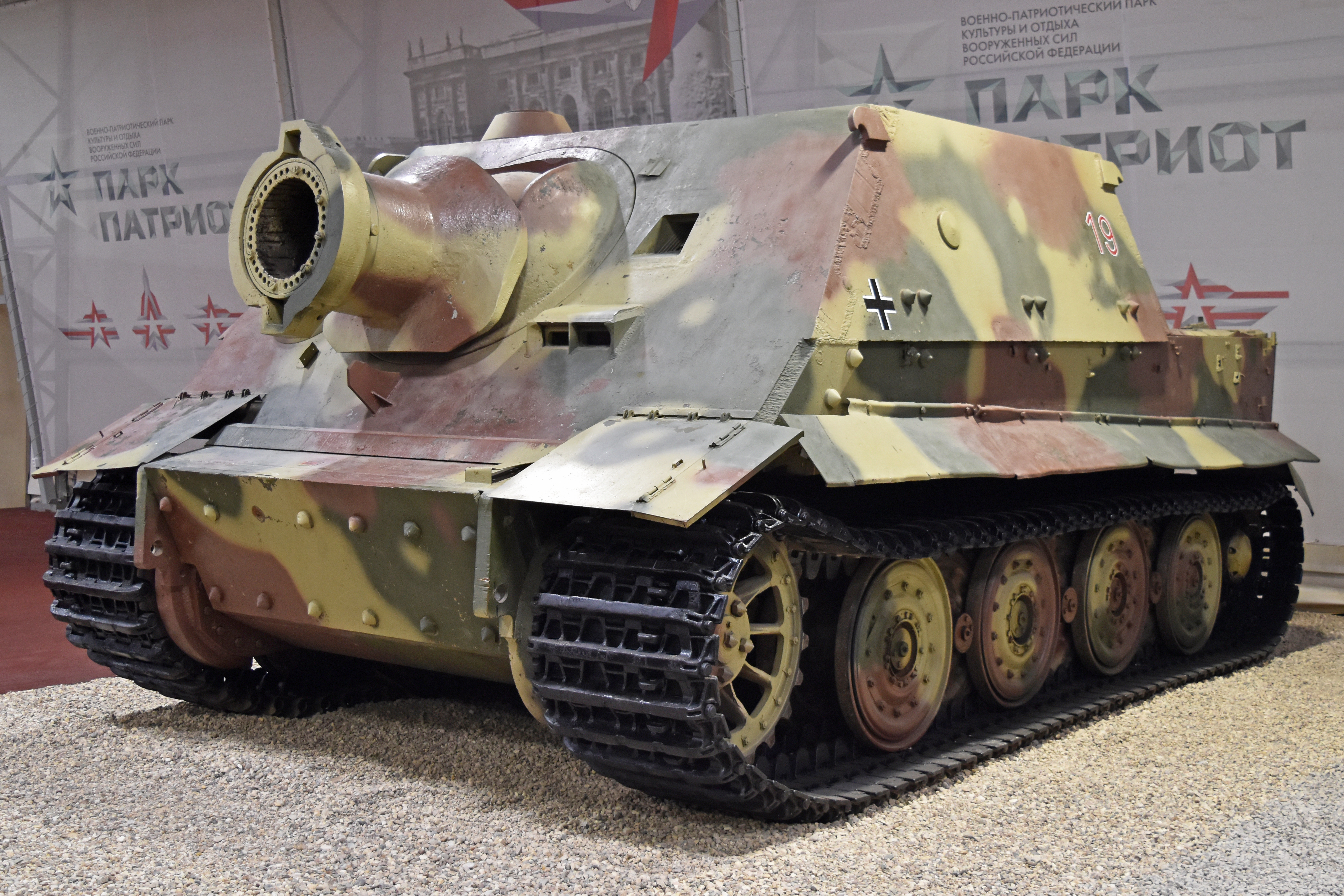
Un Sturmtiger exposé au musée des Blindés de Koubinka.

### Données techniques
| Longueur hors tout       | 6,28 m    |
| Largeur hors tout        | 3,57 m    |
| Hauteur                  | 2,85 m    |
| Masse en ordre de combat | 65 000 kg |

| Motorisation     | Maybach HL 230 P45 |
| Vitesse maximale | 40 km/h            |
| Autonomie        | 120 km             |

| Caisse avant     | 100 mm à 25°   |
| Caisse côtés     | 60 mm à 0°     |
| Caisse arrière   | 80 mm à 9°     |
| Caisse toit      | 25 mm à 90°    |
| Plancher         | 25 mm à 90°    |
| Casemate avant   | 150 mm à 45°   |
| Casemate côtés   | 80 mm à 30°    |
| Casemate arrière | 80 mm à 0°     |
| Casemate toit    | 25-40 mm à 90° |

| Armement principal                     | 38 cm Stu M RW61 L/5,4                   |
| Traverse/Élévation armement principal  | 10° de chaque côté / 0° à +80° (manuel)  |
| Viseur armement principal              | Pak Z.F. 3 x8                            |
| Munitions armement principal           | 14 projectiles                           |
| Armement secondaire                    | Une MG34 en proue                        |
| Traverse/Élévation armement secondaire | 15° de chaque côté / -7° à +20° (manuel) |
| Viseur armement secondaire             | Kg ZF2                                   |
| Munitions armement secondaire          | 600 cartouches de 7,92 mm                |
| Radio                                  | FuG 5                                    |